# Zenillia oculata
Zenillia oculata är en tvåvingeart som först beskrevs av Baranov 1932.  Zenillia oculata ingår i släktet Zenillia och familjen parasitflugor.
Artens utbredningsområde är Taiwan. Inga underarter finns listade i Catalogue of Life.